# Умар ибн Абдул-Азиз
Умар ибн Абд аль-Азиз (682 — февраль 720, араб. عمر بن عبد العزيز‎) — омейядский халиф, правивший в 717—720. За годы своего правления сумел убедить многих в том, что его власть руководствуется Кораном и сунной пророка Мухаммеда, заслужив у мусульман единодушное признание и титул Праведный.

## В классической арабской историографии
Будучи сыном Абд аль-Азиза, младшего брата халифа Абд аль-Малика, то есть племянником Сулеймана, Умар совершенно не готовился к правлению. Халифом он стал совершенно неожиданно для себя, когда в сентябре 717 г. н. э. тяжело заболел Сулейман, старший сын которого недавно умер, а младший находился в походе на Византию и было не известно, выживет ли он. Сулейман не решился передать власть своим братьям, с которыми находился в натянутых отношениях, а потому утвердил нейтральную кандидатуры — своего племянника Умара, на которого согласились и все присутствовавшие при умирающем халифе военачальники.
Внешне Умар был красив: смуглый человек с изящными чертами лица, носящий пышную бороду. Обучаясь с детства у самых известных ученых, он получил блестящее религиозное образование, и с ранних лет был очень богобоязненным. Однажды, будучи ещё подростком, ‘Умар долго плакал. А когда мать спросила его, почему он плачет, то он ответил, что думает о смерти и Судном дне. Несмотря на своё богатство, ‘Умар славился своей скромностью и неприхотливостью.
В 26 лет ‘Умар был назначен наместником Медины, Мекки и Тайфа. За 6 лет правления он проделал огромную работу: были проложены новые дороги, прорыты каналы и колодцы для сельскохозяйственных работ. Покинув должность наместника, ‘Умар служил простым солдатом в армии халифата. В это время его дядя Сулейман ибн ‘Абдуль-Малик, правитель халифата, чувствуя приближение смерти, решил завещать власть своему любимому племяннику. Опасаясь, что ‘Умар откажется от власти, халиф скрыл от него своё завещание. Когда после смерти халифа Сулеймана, при большом стечении народа, было оглашено завещание, ‘Умар хотел отказаться от власти, однако все присутствующие единогласно присягнули новому халифу. Так ‘Умар продолжил достойный ряд праведных халифов: Абу Бакра, ‘Умара, ‘Усмана, ‘Али и Аль-Хасана ибн ‘Али. Он стал правителем огромной державы, раскинувшейся от восточной части Азии до юга Европы.
Умар б. Абд аль-Азиз пригласил к себе трех ученых аскетов и попросил совета. Учёный по имени Салим сказал: «Если ты желаешь спасения, то соблюдай пост и воздержание по отношению ко всем мирским прелестям и красотам, и пусть лишь смерть явится твоим разговением». Второй, по имени ибн Кааб, сказал: «Если ты желаешь спастись от наказания Всевышнего Аллаха, то пускай старший из мусульман будет тебе словно отец, средний — словно брат, а младший — словно твой ребёнок. Почитай же своего отца, уважай своего брата и жалей своего ребёнка». Третий же по имени Раджа сказал: «Если ты хочешь избежать Божьего наказания, то люби для людей то, что любишь для себя. И не желай для них того, чего не желаешь себе. А после можешь умирать. Это мой совет. Воистину, я сильно встревожен за тебя относительно того дня, когда трудно будет устоять».
Все события правления Умара описываются классическими арабскими историками как бы в двух параллельных линиях: военно-политической и духовно-аскетичной. Датировка же событий правления Умара во всех источниках от ранних Халифы и Йакуби до поздних ат-Табари и ал-Куфи существует лишь в пределах года хиджры, а потому имеются сложности даже с соотношением порядка событий его правления.

## Правление
Умар стал правителем огромной державы, включавшей в себя Аравию, Египет, Северную Африку, земли нынешнего Пакистана, Афганистана, Средней Азии, Иран, Ирак, Закавказье и Испанию совершенно неожиданно для себя. Халифат вёл активную военную экспансию: арабы вторгались и в Северный Китай, и на Северный Кавказ, и на Юг Франции. Наместники, вследствие сепаратных стремлений провинций и репрессивной политики ал-Валида и Сулеймана, были никак не связаны с местными элитами, но всем были обязаны лично поставившему их халифу. Главными же для Халифата были две проблемы: во-первых, рост налогового гнёта порождал недовольство населения, перераставшее в мятежи (на примере саботажа мавлей-моряков во время Второй осады Константинополя это проявилось наиболее наглядно). Во-вторых, Халифат стал настолько большим, что количество неарабского населения сравнялось с количеством арабов вне Аравии — а потому всякий раскол, отсутствие единства внутри арабского меньшинства таило в себе угрозу стабильности. Недосдачи в казну, мятежи и ереси закрепили у Умара представление о том, что он лично ответственен за возвращение мусульманской общины на путь истинный и обязанность стать образцом идеального правителя.

### Возвращение к нормам раннего ислама
Став халифом, Умар отказался от прежнего роскошного образа жизни. Он покинул великолепный дворец омейадов и пожертвовал своё огромное состояние в казну халифата. Весёлые застолья с поэтами, разговоры о женщинах и кулинарных изысках сменились степенными беседами о спасении души, на которых халиф делился своей скромной трапезой — хлебом с чечевицей и чесноком. Жена халифа Фатима, следуя примеру мужа, сдала в казну свои украшения. Апогеем самоттречения Умара б. Абдул-Азиза стал отказ от родовых поместий, которые по его мнению были незаконно приобретены его отцом и дедом, в том числе от земель в Хайбаре (подаренных Мухаммадом Фатиме и присвоенные Марваном б. ал-Хакамом). Эти владения были возвращены законным владельцам, проклятия в адрес Али были отменены.
Во время правления ‘Умара ибн ‘Абдуль-‘Азиза торжествовала справедливость и появилось изобилие. Люди получили возможность подняться из нищеты. Он помог несостоятельным должникам вернуть долги, а тем, кто не мог жениться из-за бедности, помог деньгами, и они женились. Благосостояние народа достигло такого уровня, что желающий раздать своё богатство беднякам в качестве милостыни не мог найти тех, кто взял бы эти деньги и был вынужден искать бедных в других территориях, но даже там не находил.
Достаток и справедливость были настолько всеобщими, что на одном пастбище могли вместе находиться и овцы, и волки. В книге «Хильятуль-аулия» приводится рассказ одного человека: "Я доил овец во времена правления халифа ‘Умара ибн ‘Абдуль-‘Азиза и однажды встретил пастуха, у которого среди овец было около 30 волков. Сначала я принял их за собак, так как до этого никогда не видел волков. И я обратился к этому пастуху и сказал: «О, пастух! Зачем тебе столько собак?» А он мне ответил: «Сынок, а ведь это не собаки. Это — волки». Я сказал: «Субханаллаh! Как удивительно! Волки находятся среди овец и не вредят им!» Пастух ответил: «Сынок! Когда голова здорова, тогда и у всего тела нет проблем!»
Халиф ‘Умар уделял особое внимание нуждам народа. За время своего правления он починил старые колодцы и вырыл новые, а также проложил много дорог и построил много мечетей. Он восстанавливал справедливость, заставляя тех вельмож, которые раньше были у власти, возвращать в казну богатства, которые те взяли незаконно. Он также вернул людям то, что у них незаконно забрали.
‘Умар ибн ‘Абдуль-‘Азиз не только справедливо управлял страной, но при этом он был практикующим ученым, хафизом, теологом и муджтаhидом. И он был первым в общине Пророка муджаддидом (возобновителем), то есть ученым, который восстановил четкое следование основам Священного Кур’ана и Сунны.
Халиф ‘Умар ввел ряд хороших новшеств, которые подтвердили и поддержали другие мусульманские ученые. Например, он начал делать в мечетях михрабы — ниши в стене, указывающие направление для Намаза. В его время стали записывать и собирать Хадисы. А также халиф ‘Умар уделял огромное внимание распространению истинных знаний и поддержке других мусульманских ученых. Он побуждал и поощрял изучение Священного Кур`ана.
Этот человек был наделен большими способностями, обладал огромными знаниями, широким кругозором и глубоким пониманием. При этом он был очень богобоязненным и жил в соответствии с теми знаниями, которые имел. ‘Умар всегда уповал на Аллаhа, много поклонялся Ему, был скромным, аскетичным, кающимся и покорным Создателю.
Правитель ‘Умар был непредвзятым, проницательным, правдивым, мудрым и боролся за восстановление справедливости. Он был ответственным, самокритичным и честным: он назначал работников, тщательно изучая их возможности и требования к работе.
Несмотря на поступления в то время огромных средств в казну, он не брал себе ни дирhама. Халиф отказался не только от дохода из казны, но и от многочисленной придворной армии прислуг. Он оставил себе лишь одну смену одежды, которая от длительного ношения покрылась заплатками. Порой халиф даже задерживался, дожидаясь пока высохнет выстиранная одежда.
Масляма ибн ‘Абдуль-Малик рассказывал, что когда правитель ‘Умар ибн ‘Абдуль-‘Азиз сильно заболел, он пошел навестить его и увидел, что рубаха правителя была нечистой. Тогда он сказал его жене Фатыме бинт ‘Абдуль-Малик: «Фатыма, постирайте рубаху Правителя верующих». Она ответила: «Ин ша`-Аллаh, сделаем». Но когда он пришёл навестить правителя в другой раз, то увидел, что его рубаха осталась такой, какой была. Тогда он обратился к его жене и сказал: «Фатыма, разве я не просил вас постирать рубашку Правителя мусульман?! Ведь люди навещают его!» Фатыма ответила: «Клянусь Аллаhом, у него нет другой рубахи, чтобы поменять и постирать эту».
Известно также много других случаев, которые указывают на аскетизм халифа ‘Умара. Сам он говорил:
А также правитель ‘Умар постоянно повторял следующие строки, и его глаза наполнялись слезами:
Перед смертью ‘Умар ибн ‘Абдуль-‘Азиз много раз повторял 83 Аят Суры «Аль-Касас»:
تِلْكَ الدَّارُ الآخِرَةُ نَجْعَلُهَا
لِلَّذِينَ لاَ يُرِيدُونَ عُلُوًّا فِي الْأَرْضِ
وَلاَ فَسَادًا وَالْعَاقِبَةُ لِلْمُتَّقِينَ
Это означает: «[Рай -] это последнее пристанище, уготованное тем, кто в земной жизни не стремился к высокому положению и власти и не делал зла. Воистину, за все это богобоязненным будет райская жизнь».
Умар показательно сместил с должности главу казначейства Египта, Усаму б. Зайда — «за излишнюю жестокость», в том числе, за отрубание рук невыполнившим его распоряжения. Показательно было то, что его не просто смесили, но приговорили к заключению в тюрьму в цепях, которые снимали только на время молитвы. В таком виде Усмана держали сначала год в тюрьмах Египта, а потом — ещё по году в тюрьме каждого округа (джунда) Сирии. Смещён был и наместник Абдалмалик б. Рифа'. По аналогичной причине был смещён и наместник Ифрикийи Йазид б. Абу Муслим. Смещение Йазида б. ал-Мухаллаба, фактического правителя всей восточной половины Халифата, прошла куда сложнее — но не потому, что Умар решил разделить этот огромный региона между несколькими наместниками. Следствией политики ал-Валида и Сулеймана назначения наместников, всем обязынных лично халифу, стало то, что Йазид был ничем Усману не обязан и отдавать деньги и дворцы совершенно не желал. Чтобы не допустить военных столкновений, был разыгран целый спектакль: Йазида пригласили на встречу в Басру, однако на по-пути «случайно обнаружилось», что в Ма’киле уже стоит галера с послом Ади б. Артом. Йазид, путешествовавший по своим владениям без большого войска, не смог отказаться от предложения взойти на борт галеры посланца халифа — где ему было предъявено извещение о лишении поста и требование выплатить все долги. Поскольку Йазида уже не раз арестовывали и пытали по приказу ал-Хаджжаджа, новые угрозы уже не пугали его. Из опасений побега или помощи местных войск конвоировали могущественного экс-наместника по Евфрату с последующей депортацией в Дамаск — однако и там Йазид, уже глубокий старик, не признавал долгов. Речь шла о миллионах дирхемов.
Наиболее подробно описана борьба Умара за чистоту ислама — борьба с теми, кто искажал в его представлении нормы, установленные Пророком и первыми двумя халифами. Все распоряжения Умара носили точечный характер, к каждому наместнику халиф обращался с отдельными посланиями. Именно в правление Умара Ибн Абдул-Азиза на государственном уровне зазвучали приказы «следовать Корану и сунне Пророка», запреты играть на музыкальных инструментах (особенно — на свадьбах), запреты оплакивать мёртвых и ряд иных, менее важных, но крайне строгих запретов. Из религиозных постановлений вытекали и экономические, наиболее известны из которых следующие: запрет наместнику отрубать руки должнику и распинать преступников без разрешения халифа; запрет вводить новые (не прописанные в Коране) налоги; запрет устанавливать единый харадж для земель с разным плодородием; запрет собирать харадж разновесными монетами. В продолжение той же практики возрождения норм раннего ислама была восстановлена налоговая неприкосновенность духовенства и религиозных учреждений; христианам и иудеям как людям Писания было разрешено составлять завещания в пользу единоверцев; незаконно захваченых в плен иностранцев возвращали на родину. Постановления Умара доходили до мелочей: был установлен предельный вес верблюжьего вьюка, запрещено бить животных кнутом с металлическим наконечником, запрещено сажать по берегам Нила деревья (чтобы не мешали тянуть суда бечевой), запрещено писать документы размашисто (в целях экономии папируса).

### Военные действия
В начале лета 719 г. н. э. Умар отозвал войско, осаждавшее Константинополь последние два года. Война с Империей перешла в привычные рамки летних рейдов на вражескую территорию с последующим уходом на зимовку в земли Халифата. Ситуация в Мавераннахре после завершения завоеваний Кутайбы оставалась стабильной: походов не предпринималось, если не считать таковыми отдельные экспедиции против местечковых правителей оазисов, временами отказывавшимися платить дань.
Но спустя всего лишь два года Умар внезапно умер в возрасте 40 лет. По одной из основных версий, халифа отравили его приближенные из рода Омейядов. Пуританский образ жизни халифа, его щепетильное отношение к казне и реформы мешали их алчности.

### Оппозиция
В Хорасане с 100 г.х. началось создание подпольных ячеек аббасидов под руководством Мухаммада б. Али и Букайра б. Махана. Пропаганда среди населения — даже внутри Мервского оазиса и самого Мерва — выглядела обычными разговорами недовольных поселян, однако именно в это время был заложен фундамент будущих аббасидских восстаний.
Открытая оппозиция Умаййадам, хариджиты, действовали напрямую. в том же 100 г.х. на севере Ирака выступила группа 80 человек под командованием Бистама б. Мурры аш-Шаузаба. Конфликт приобретал конфузный характер: требования следовать Книге и сунне Пророка выдвигала и власть в лице Умара, и оппозиция в лице хариджитов. Умар пошёл было на переговоры — однако здесь немедленно обнаружилось коренное противоречие. Халифы всегда считали, что любое восстание есть нарушение заветов Пророка и что халифом может быть только выходец из курайшитов — в то время как любой вождь даже самого крошечного отряда хариджитов начинал именовать себя амиром верующих и неизменно называл любого Умаййада узурпатором и тираном. Переговоры с любой оппозицией зашли в тупик. Поскольку же Умар б. Абдул ал-Азиз позиционировал себя как праведного халифа, представители оппозиции утратили всякую надежду на мирное разрешение конфликта.

## Смерть и передача власти
Состояние здоровья халифа последние годы обострялось — от любой пищи (особенно от чечевицы) начинались резкие боли в животе, Умар стал резко терять в весе, цвет лица посерел. Вероятно, 36-летнего халифа съедал рак. В предчувствии смерти Умар перебрался в монастырь Симеона Столпника (Дейр Сим’ан) и выкупил небольшой участок для могилы. Халиф умер 1 раджаба 101 года хиджры (17.01.720 г. н. э.). Перед смертью он попросил присутствующих сесть рядом. После молитвы и покаяния он куда-то пристально посмотрел. Люди сказали ему: «О, повелитель правоверных, твой взгляд суров». «Я вижу присутствующих здесь, но это не люди и не джинны», — и с этими словами испустил дух.